# نهر دلسة (غواتيمالا)
نهر دولسه (بالإسبانية: Río Dulce) هو نهر في غواتيمالا، يقع بالكامل داخل إقليم إزابال. يشكل جزءًا من نظام بحيرات وأنهار يُعد وجهة شهيرة لرحلات الإبحار بالقوارب الشراعية.
يبدأ النهر من النقطة التي يخرج فيها من بحيرة إزابال. عند مدخل النهر، يقع حصن صغير من الحقبة الاستعمارية الإسبانية يُدعى قلعة سان فيليبي دي لارا، بُني لمنع القراصنة من دخول البحيرة عبر البحر الكاريبي، حينما كان هذا الجزء من أمريكا الوسطى نقطة محورية مهمة للشحن.
بعد مرور النهر مباشرةً من بحيرة إزابال، يعلوه أحد أكبر الجسور في أمريكا الوسطى. على أحد جانبي الجسر تقع مدينة فرونتيراس، المعروفة أيضًا باسم “ريو دولسه”، وهي المركز التجاري المحلي للمنطقة. تضم فرونتيراس سوقًا محليًا للخضروات، حيث يتوافد السكان القرويون إلى السوق عبر زوارق مجوفة (قايكو) يدفنونها يدويًا أيام السوق، رغم أن معظم هذه القوارب مزودة بمحركات خارجية يابانية.
على الجانب الآخر من الجسر تقع مدينة إل ريلينو، وبالقرب منها قرية الأطفال “كاسا غواتيمالا”، وهي دار أيتام تأوي نحو 250 طفلًا، وتوفر لهم التعليم والتغذية.

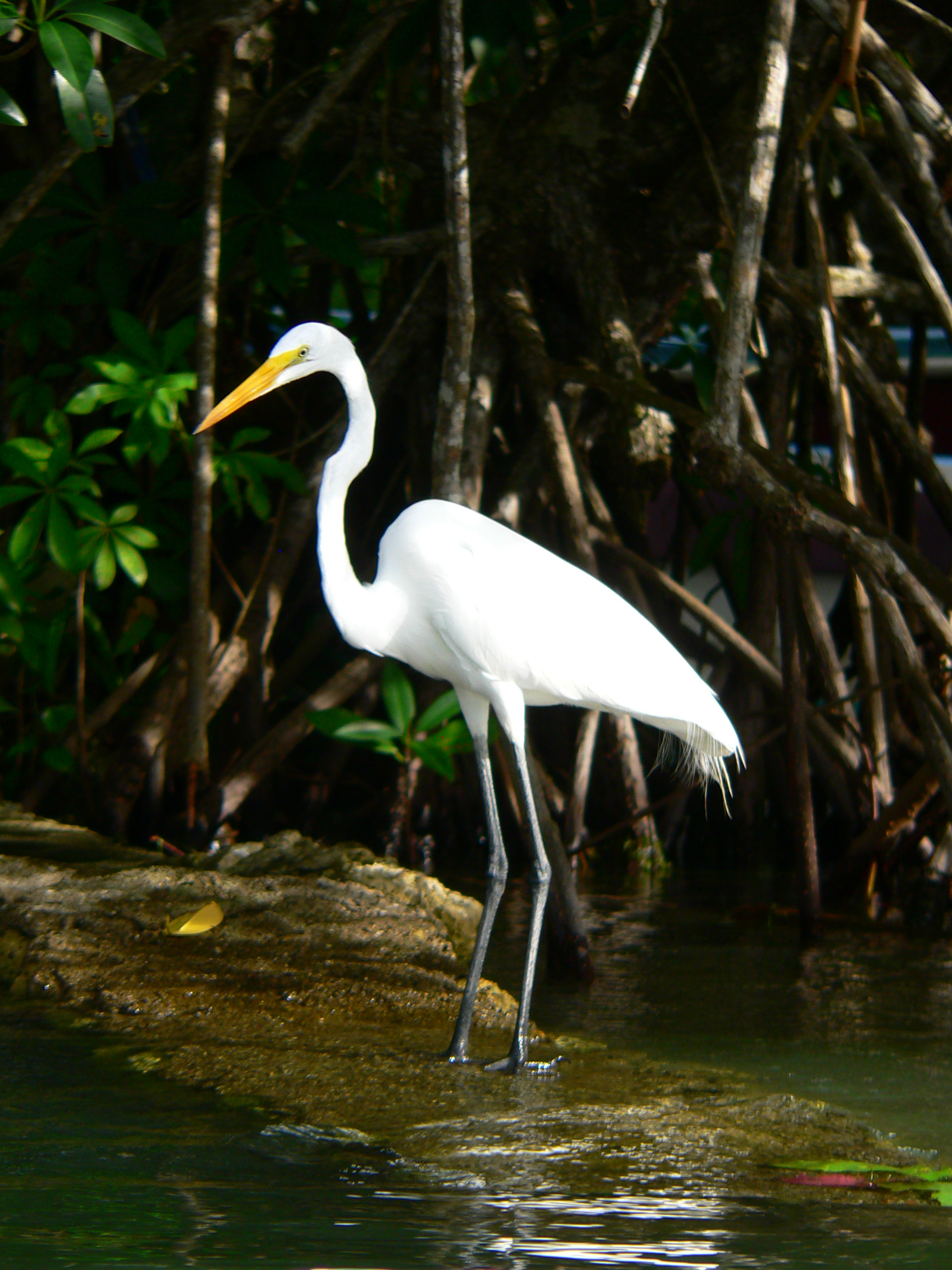
الحياة البرية في نهر دولسة

من فرونتيراس، يتجه النهر شرقًا لبضعة كيلومترات. على طول هذا المقطع، توجد عدة مارينات ومنتجعات سياحية. ثم يتدفق النهر إلى بحيرة طويلة وضيقة تُسمى إل جولفيتي. تحتوي هذه البحيرة على جزيرة وميناء طبيعي كبير للرسو. على ضفاف البحيرة توجد بعض المنازل وقليل من المشاريع الصغيرة. يبلغ طول إل جولفيتي حوالي 16 كيلومترًا (10 أميال) وعرضه عدة كيلومترات.
من بحيرة إل جولفيتي، يلتف النهر لمسافة 10 كيلومترات (6 أميال) داخل ممر ضيق مذهل. ترتفع جوانب الممر حتى 91 مترًا (300 قدم) على كلا الجانبين، ومغطاة بأشجار الساج والماهوجني وأشجار النخيل. تزهر الأزهار البرية بين النباتات، ويمكن رؤية قرود العواء والطوقان. تتساقط الشلالات من حواف الممر بعد هطول الأمطار.
يدخل النهر البحر الكاريبي بالقرب من مدينة ليفينغستون، وهي مدينة الغارفونا.

## منتزه نهر دولسي الوطني
منتزه نهر دولسي الوطني يقع في إدارة إزابال بغواتيمالا. يغطي المنتزه مساحة تبلغ 130 كيلومترًا مربعًا (50 ميلًا مربعًا) على طول ضفاف نهر دولسي وبحيرة إل غولفيتي.

## صور تاريخية

### فيلم المغامرات الجديدة لتارزان (1935)
جُرِى تصوير فيلم المغامرات الجديدة لتارزان بالكامل في غواتيمالا عام 1935. وصل فريق التصوير إلى بعض المواقع باستخدام خدمة السكك الحديدية في غواتيمالا، التي كانت تحت إدارة شركة السكك الحديدية الأمريكية الدولية لأمريكا الوسطى، والمملوكة لشركة الفاكهة المتحدة، والتي كانت تملك محطات رئيسية في بويرتو سان خوسيه، ومدينة غواتيمالا، وبويرتو باريوس.
قدمت شركة السكك الحديدية جولات لزيارة مزارع الموز التابعة لشركة الفاكهة المتحدة في إزابال ومدينة المايا كويريجوا، التي كانت آنذاك ضمن ممتلكات الشركة. كما وفرت للزوار خيار الإبحار المريح في نهر دولسي وبحيرة إزابال وصولاً إلى مدينة ليفينغستون على متن سفن البخار الخاصة بها.
فيما يلي بعض الصور التي التقطتها جمعية التاريخ والجغرافيا الغواتيمالية خلال رحلة استكشافية في عام 1927.